# Ada Gobetti

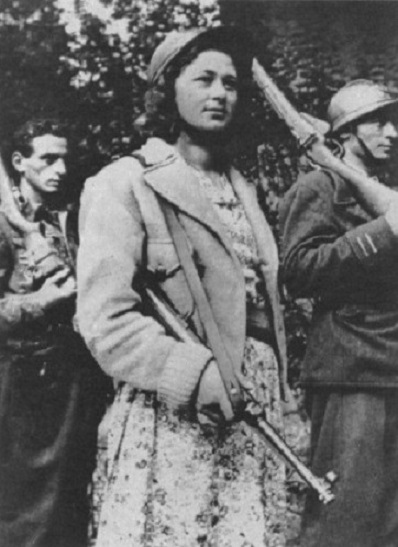
Ada Gobetti, 1944

Ada Prospero Gobetti Marchesini, meist nur Ada Gobetti, (* 23. Juli 1902 in Turin als Ada Prospero; † 14. März 1968 ebenda) war eine italienische Antifaschistin, Journalistin, Partisanin, Politikerin und Übersetzerin.

## Leben

### Kindheit und Jugend
Ada Prospero wuchs als einziges Kind von Giacomo Prospero und Olimpia Bianchi in Turin auf. Ihr aus dem Tessin stammender Vater war Obsthändler und in der Mitte des 19. Jahrhunderts nach Turin ausgewandert. Ada besuchte eine katholische private Grundschule, lernte Klavier zu spielen und erhielt Tanzunterricht. Als Elfjährige konnte sie bereits Französisch und Griechisch sprechen und lernte Latein. Später ging sie auf das Gymnasium Vincenzo Gioberti. Sie entwickelte viele Freundschaften mit Mitschülern und wurde von ihrer Mutter als gefühlvoll und hilfsbereit beschrieben.
Ada Prospero wurde schon in ihrer frühen Jugend überzeugte italienische Patriotin, was wahrscheinlich auf äußere Einflüsse aus der Schule und Erfahrungen in der Zeit des Ersten Weltkrieges zurückzuführen ist. Für viele Bevölkerungsschichten war das eine entbehrungsreiche Zeit. Dabei wuchs ihr Bewusstsein für soziale Missstände. Sie selbst war das Zentrum des Lebens ihrer Eltern, musste weder im Haushalt noch im Obstgeschäft helfen. So konnte sie sich vollkommen auf ihre Bildung konzentrieren und ihr wurde dadurch bewusst, dass nicht alle Kinder mit denselben Voraussetzungen für Erfolg in der Schule und ein damit einhergehendes erfülltes Leben geboren werden.

### Beziehung mit Piero Gobetti
Als sie 16 Jahre alt war, begann sie an der von Piero Gobetti mitbegründeten Zeitschrift Energie Nove mitzuarbeiten. Beide wohnten im gleichen Mietshaus und besuchten die gleiche Schule. Sie einten aber auch politische Interessen. Für die Zeitung recherchierten sie zu sozialen und politischen Themen, informierten sich über die Arbeiter- und Sozialkämpfe in Turin, die sich von 1918 bis 1920 im sogenannten Biennio rosso deutlich zuspitzten. Sechs Wochen nach ihrem Kennenlernen verlobten sie sich, die Hochzeit fand acht Jahre später, am 11. Januar 1923, statt.

### Leben während der Diktatur Mussolinis und der deutschen Besatzung
Bereits für soziale Themen sensibilisiert, interessierte sich Ada Gobetti zunehmend für Politik und Philosophie. 1920 begann sie mit einem Philosophiestudium an der Universität Turin, nebenbei lehrte sie Kinder Musik. Um auch ausländische Literatur zu verstehen, lernte sie Englisch. Ihre journalistische Tätigkeit setzte sie 1922, nach der Machtübernahme Mussolinis, für die neu gegründete Zeitung La Rivoluzione liberale fort. Dieses Blatt war von Piero Gobetti gegründet worden.
Nach der Hochzeit 1923 verbrachten sie einige Zeit mit Reisen durch Italien, um verschiedene Persönlichkeiten, wie Benedetto Croce, zu besuchen. Die Brutalität Mussolinis und seiner Anhänger nahm zu und griff auch in das Leben von Ada und Piero Gobetti ein. Sie wurden wegen ihres sozialen Engagements angefeindet und bedroht. Nachdem er im September 1924 vor seinem Haus brutal von Schwarzhemden verprügelt worden war und dadurch Herzverletzungen erlitten hatte, flüchteten Ada und Piero Gobetti durch mehrere Städte und organisierten die Herausgabe einer neuen Zeitung, der Il Baretti, weil der Vertrieb der La Rivoluzione liberale im Herbst 1925 verboten worden war. Im Juni 1925 schloss Ada Gobetti ihr Philosophiestudium in Turin an der Fakultät für Philologie und Philosophie mit einer Dissertation über den angloamerikanischen Pragmatismus erfolgreich ab.
Wegen der dauernden Verfolgungen und gesundheitlich angeschlagen flüchtete Piero Gobetti Ende 1925 nach Paris und starb dort am 16. Februar 1926 an den Folgen einer Bronchitis. Ada Gobetti fiel in tiefe Trauer. Kurz zuvor, am 28. Dezember 1925, war ihr gemeinsamer Sohn Paolo Gobetti geboren worden. Nach dem Tod ihres Mannes war sie als Englisch-Lehrerin tätig. Über den Verlust ihres Mannes half ihr die Freundschaft mit Benedetto Croce hinweg, mit dem sie einen umfangreichen Briefverkehr führte und die bis zu seinem Tode andauern sollte. Croce unterstützte sie vor allem bei ihrer Arbeit als Übersetzerin englischsprachiger Autoren. 1937 heiratete sie in zweiter Ehe Ettore Marchesini, einen Techniker der EIAR (Ente Italiano per le Audizioni Radiofoniche), des Vorläufers der staatlichen RAI. Marchesini zeichnete sich für die künstlerische Ausgestaltung ihres 1940 erschienenen ersten Kinderbuches aus, das unter ihrem Pseudonym Margutte veröffentlicht wurde.
Ihre Arbeit als Übersetzerin und Autorin hielt sie aber nicht von ihrem politischen Engagement ab. Ihre Wohnung in Turin, seit 1961 Sitz des Dokumentationszentrums Piero Gobetti, wurde zu einer bekannten Adresse unter den politischen Dissidenten, insbesondere für die antifaschistische Widerstandsbewegung Giustizia e Libertà, deren Aufbau sie zusammen mit Francesco Nitti und Carlo Rosselli unterstützte. 1942 gehörte sie zu den Gründungsmitgliedern der Partito d’Azione.
Nach dem Sturz Mussolinis im Juli 1943 und der deutschen Besetzung Italiens im September 1943 schloss sich Ada Gobetti dem bewaffneten Widerstand an. Sie zeichnete sich bei der Organisation der Resistenza im Susatal aus und stieg bis zum Rang eines Majors auf. Im November 1943 gründete sie mit Giovanna Boccalini-Barcellona, Lina Fibbi, Rina Picolato und Lina Merlin die Frauenwiderstandsgruppe I Gruppi di difesa della donna (GDD). 1945 wurde sie mit der Tapferkeitsmedaille in Silber ausgezeichnet.

### Leben in der Nachkriegszeit
Nach der Befreiung Italiens übte Gobetti im Auftrag des CLN das Amt der Vizebürgermeisterin in Turin aus. Anschließend war sie nationale Beraterin der Partito d’azione und Mitglied des Italienischen Partisanenverbandes ANPI, wo sie die Union der italienischen Frauen vertrat. Ada Gobetti nahm auch an der Gründung der Internationalen Demokratischen Frauenföderation teil und reiste 1946 nach Moskau zu einer Menschenrechts-Konferenz. Nach der Auflösung der Partito d’azione wurde sie Mitglied der Kommunistischen Partei, die vor allem in feministischen Themen am ehesten ihre Interessen teilte. Ada Gobetti wurde zu einer bekannten Pädagogin der Nachkriegszeit und schrieb Kinderbücher und Ratgeber für Erwachsene über Erziehung. Von 1953 bis 1955 leitete sie mit Dina Bertoni Jovine die Zeitschrift Educazione democratica und ab Mai 1959 Il Giornale dei genitori, die sie ebenfalls gegründet hatte.
Ada Gobetti starb am 14. März 1968 im Alter von 65 Jahren in Turin.

## Wirken

### Journalistin
Ada Gobetti veröffentlichte im Dezember 1918 ihren ersten Artikel in der Energie Nove. Die Zeitung beschäftigte sich mit literarischen, philosophischen und gesellschaftspolitischen Themen. Sie verfasste hauptsächlich Kritiken und Buchbesprechungen über lyrische Werke wie Mario Puccinis Dal Carso al Piave. Dieses handelte von einem Soldaten, der in einem Krieg kämpfte, ohne zu wissen, für wen oder was er sich einsetzte. This lack of conscience in the face of duty can make an excellent soldier, but certainly not a thinker, kommentierte Ada Gobetti.
Als Piero Gobetti 1922 mit dem Publizieren der Zeitung La Rivoluzione liberale anfing, entstand eine neue Möglichkeit für Ada Gobetti, ihr mittlerweile gewachsenes Wissen und ihre Ansichten durch Artikel in die Öffentlichkeit zu bringen. Zu ihrem wichtigsten Thema machte sie den bedingungslosen Antifaschismus und forderte zum Widerstand gegen Mussolini auf. Dazu beschäftigte sie sich zunehmend mit sozialen Fragen. Sie forderte Demokratie und soziale Gerechtigkeit und solidarisierte sich mit radikaldemokratischen und sozialistischen Arbeiterbewegungen, die sich immer noch, vor allem in Turin, beispielsweise durch Besetzungen von Fabriken sichtbar machten. Da diese politisch keinen Erfolg erzielen konnten, gab Ada Gobetti ihnen eine neue Stimme. Das Publizieren der Zeitungen wurde schwieriger und gefährlicher, weil es immer wieder Angriffe auf aktive Antifaschisten gab und 1926 die Pressefreiheit abgeschafft wurde.
Piero Gobetti verfügte zu Beginn der Beziehung über einen intensiveren Wissensschatz in politischen und philosophischen Themen und ermutigte Ada Gobetti, Artikel in seinen Zeitungen zu veröffentlichen. Dennoch informierte sich Ada Gobetti auch selbstständig und entwickelte individuelle Gedanken und Argumentationsketten, mit denen sie die Zeitungen bereichern konnte.

### Aktivistin und Politikerin

#### Aktivität fürGiustizia e Libertà
Im August 1929 bildete sich die Bewegung Giustizia e Libertà und wurde zur wichtigsten sozialistischen und antifaschistischen Bewegung in Italien. Anhänger der Bewegung trafen sich regelmäßig bei Ada Gobetti in der Via Fabro 6, die zum sogenannten Zentrum des intellektuellen Antifaschismus wurde. Dort wurden auch neue Zeitungen produziert, an deren Verbreitung und an der Informationsbeschaffung unter anderem Ada Gobetti beteiligt war. Sie schrieb ebenfalls Texte für Flugblätter, in denen sie Widerstand gegen den Faschismus und soziale Gerechtigkeit forderte.
Anhänger von Giustizia e Libertà mussten zunehmend mit Razzien, Repressionen, Verhaftungen und teils sogar Todesurteilen rechnen, da die staatliche Gewalt Jahr für Jahr zunahm. So kam es am 15. März 1935 dazu, dass allein in Turin 150 aktive Mitglieder verhaftet wurden und die Bewegung immer weniger Aktivisten zählte. Ada Gobetti wurde vermutlich nicht verhaftet, weil sie, anders als die meisten anderen, eine alleinerziehende junge Mutter war und somit nicht im Fokus der Ermittlungen stand. Dennoch deprimierten sie diese Ereignisse sehr.

#### Aktivität fürPartito d’Azione
Ada Gobettis Aktivität für Giustizia e Libertà dauerte bis zum Ende der Mussolini-Diktatur an. Außerdem wird sie zu den Gründern der Partito d’Azione gezählt, einer Partei, die aus der Giustizia e Libertà hervorging und ähnliche Interessen vertrat. Die Partito d’Azione bestand aus noch nicht verhafteten Antifaschisten, schutzsuchenden Juden, Fabrikarbeitern, Bauern und Priestern. Von Anfang an gab es innerparteiliche Differenzen, die eine Einteilung in einen sozialistischen, einen liberal sozialistischen, einen liberal demokratischen und einen republikanischen Flügel ermöglichten. Dennoch war die Gemeinsamkeit, den Faschismus besiegen zu müssen, so stark, dass man über Differenzen hinwegsehen konnte. Ada Gobetti war Sozialistin, arbeitete jedoch ihr Leben lang auch mit Antifaschisten mit anderen Meinungen eng zusammen.
Ihr Haus in der Via Fabro 6 war auch für die Partito d’Azione ein zentraler Treffpunkt in Turin, an dem geheime Treffen stattfanden. Sie bildeten einen Knotenpunkt für Kommunikationswege zwischen Antifaschisten anderer Städte sowie ins Exil nach Frankreich. Ihr Haus diente außerdem als Zufluchtsort für Betroffene der Gewalt Mussolinis. Insgesamt fand hier ein Großteil der Organisation für aktiven Widerstand in Turin statt.

### Partisanin

#### Organisation des Widerstandes
Als Partisanin wirkte Ada Gobetti ab September 1943 bis zur Befreiung Turins am 28. April 1945. Im Susatal half sie beim Aufbau einer Art Netzwerk von Schutzhäusern, um Partisanen Zuflucht zu gewähren. In dieser Zeit hat sie ein Tagebuch verfasst, das sie im Jahr 1956 veröffentlichte und das als wichtige Quelle dient, um die Tätigkeiten von Ada Gobetti und vielen anderen Partisanen nachzuvollziehen.
Eine Tätigkeit, die Ada Gobetti in ihrem Tagebuch beschrieb, war das Errichten und Aufrechterhalten von Kommunikationswegen mit anderen Widerstandsgruppen. Es hatten sich nach dem Sturz Mussolinis viele kleine neue Gruppen gebildet, die es besser zu vernetzen galt. So wollte man neue Aktionen, wie zum Beispiel das Sprengen wichtiger Brücken, planen. Sie reiste mit dem Zug oder zu Fuß in benachbarte Dörfer und Gebiete, um mit Partisanen Kontakt aufzunehmen. Viele dieser Gruppen waren anfangs unsicher, auf welchem Weg sie die Faschisten effektiv bekämpfen sollten, und auf Hilfe von Verbündeten wie Ada Gobetti angewiesen. Die Kontaktaufnahme unterschied sich von Mal zu Mal, oft vertraute sie auf Informationen und Hinweise von anderen Partisanen oder der Zivilbevölkerung.
Neben dem Aufsuchen von schon aktiven Gruppen galt es auch, noch nicht in der Resistenza aktive Bürger vom Widerstand zu überzeugen. Sie suchte Gespräche mit Zivilisten und verteilte Flugblätter, in denen sie junge Männer dazu aufrief, sich trotz drohender Strafen den Nazis zu widersetzen, nicht für diese in den Krieg zu ziehen und sich stattdessen in der Resistenza zu engagieren.
Als die Koordination zwischen den widerständischen Gruppen von Partisanen besser wurde, war ein weiteres Ziel ihrer Reisen, mögliche Waffenverstecke und Unterkünfte für Partisanen in verschiedenen Ortschaften zu finden. Auch Ada Gobettis Haus in Maena diente bis Kriegsende als Zufluchtsort für Partisanen. Dort fanden Gruppenbesprechungen und Planungen von Aktionen statt und es wurden dort Waffen, Informationen und Landkarten aufbewahrt, die vorbeikommenden Widerstandskämpfern zur Verfügung gestellt werden konnten.

#### Gründung von Frauenorganisationen
Im November 1943 war Ada Gobetti Mitgründerin der Gruppi di difesi delle donne, einer Frauenorganisation, die Frauen vom Einsatz in der Resistenza überzeugen sollte, um die Erfolgschancen der Partisanen zu erhöhen. Gemeinsam mit anderen Frauen verteilte Ada Gobetti Flugblätter und mobilisierte eine immer größer werdende Anzahl von Frauen. Diese versorgten die Widerstandskämpfer mit Kleidung und Essen, stellten Schutzquartiere bereit und organisierten die Kommunikation zwischen kämpfenden Gruppen.
In der Movimento femminile Giustizia e Libertà, zu deren Gründung Ada Gobetti im Frühling 1944 beitrug, ging es nicht mehr nur um die Notwendigkeit, Teilnehmende für die Resistenza zu finden, sondern auch um das Politisieren der Frauen, die Bekämpfung patriarchaler Strukturen und das Erkämpfen eigener Rechte. Frauen waren durch Mussolinis Regime von vielen Rechten wie der Möglichkeit zur politischen Emanzipation ausgeschlossen, weshalb sich frauenunterdrückende Rollenbilder etablierten. Indem sich politische und sozial engagierte und erste, nur von Frauen geführte Bewegungen bildeten, wurden Frauen zu einer relevanten politischen Kraft. Ada Gobetti, die sich immer mehr mit feministischen Themen beschäftigte, übernahm repräsentative und journalistische Aufgaben, wie das Verfassen der Satzung der Movimento femminile Giustizia e Libertà, in der sie die Ziele der Bewegung beschrieb.
Aus diesen Bewegungen gingen politische Frauen hervor, die eigene Zeitungen schrieben und neue Organisationen gründeten, um die Gesellschaft über feministische Themen aufzuklären. Obwohl das Drucken und Verteilen der Zeitungen äußerst schwierig war und durch eine geschwächte Infrastruktur viel Organisation bedurfte, nahm die Produktion schnell an Fahrt auf.

## Veröffentlichungen (Auswahl)
- Storia del gallo Sebastiano ovverosia il tredicesimo uovo. Garzanti, Mailand 1940.
- Alessandro Pope. Il poeta del razionalismo settecentesco. Laterza, Bari 1943.
- Diario partigiano. Einaudi, Turin 1956.
- Non lasciamoli soli. Consigli ai genitori per l’educazione dei figli. La Cittadella, Turin 1958.